# Admission sur titre
En France, l'admission sur titre, parfois abrégée AST, ou admission parallèle est une modalité d'accès à une grande école mise en œuvre particulièrement pour les étudiants d'université formés en France, de DUT ou de BTS, mais également, dans une moindre mesure, les étudiants internationaux. Cette voie d'admission s'oppose à l'admission par les classes préparatoires aux grandes écoles.

## Historique
En 1966, l'École supérieure des sciences économiques et commerciales (Essec) est la première école à proposer l'admission aux étudiants d'université, selon des modalités semblables au système actuel. L'objectif est alors de diversifier le profil des étudiants.
Si ce mode d'admission reste marginal dans les écoles d'ingénieurs, en 2014, deux tiers des diplômés d'écoles de commerce ont suivi cette voie, 8 000 places leur y étant réservées chaque année. Le nombre d'étudiants admis sur titre est d'autant plus élevé que ces écoles peinent à recruter par la voie des classes préparatoires.

## Fonctionnement
Après la validation d'une licence, d'un master, d'un BTS ou d'un DUT, un étudiant peut présenter un dossier pour prétendre à l'admission sur titre dans une grande école. Une première sélection est alors effectuée ; celle-ci prend en compte les éventuelles mentions et lettres de recommandations. L'étudiant passe ensuite des épreuves dont les modalités varient selon les écoles. Le modèle le plus commun consiste en des épreuves écrites communes à plusieurs écoles, suivis d'oraux propres à chaque école. Les oraux sont l'occasion d'évaluer la motivation du candidat,,. Dans le cas d'un étudiant n'ayant pas été formé en France, l'admission est également possible, dans une proportion qui varie selon les écoles. En 2009, Télécom École de Management a ainsi recruté 145 étudiants de niveau bac+3 dans sa filière anglophone.